# آزمون اف
آزمون F یا F-تست (F-test)، هرنوع آزمون آماری است که در آن آماره آزمون، تحت فرض صفر، دارای توزیع F (یا F-توزیع) باشد. ازین آزمون اغلب هنگام مقایسه آماری مدل‌هایی استفاده می‌شود که به مجموعه داده‌ها برازش (فیت) شده باشند، تا بدین وسیله مدلی که بهترین برازش را با جامعه آماری (که از آن نمونه‌گیری صورت گرفته) دارد، شناسایی شود. عمدهٔ «F-تست‌ها» هنگامی ظاهر می‌شوند که مدل‌هایی با استفاده از روش کمترین مربعات با داده‌ها برازش شده باشند. این نام توسط جورج دبلیو. اسندکور، و به افتخار رونالد ای. فیشر ابداع شده‌است. فیشر در ابتدا این آماره را در دهه ۱۹۲۰ میلادی، به عنوان نسبت واریانس توسعه داد.

## مثال‌های رایج
مثال‌های رایجی که از آزمون F استفاده می‌کنند شامل موارد زیر اند:
- این فرض که مجموعه‌ای از جوامع با توزیع نرمال که دارای انحراف معیارهایی برابر اند، همگی دارای میانگین‌های برابر نیز می‌باشند. شاید این فرض جزو شناخته شده‌ترین آزمون‌های F بوده و نقش مهمی را در تحلیل واریانس (ANOVA) ایفا می‌کند.
- این فرض که مدل رگرسیون پیشنهاد شده‌ای با داده‌ها به خوبی برازش دارد. بحث «جمع مربعات بدون برازش» را ببینید.
- این فرض که مجموعه ای از داده‌ها در یک تحلیل رگرسیون خاص، از دو مدل خطی پیشنهاد شده تودرتوی ساده‌تری طبعیت می‌کنند.

به علاوه، برخی از فرایندهای آماری چون روش شف (Scheffé's method) برای تطابق مقایسه‌های چندگانه در مدل‌های خطی نیز از آزمون‌های اف استفاده می‌کنند.

### آزمون F برای برابری دو واریانس
آزمون F به غیر-نرمال بودن حساس است. در تحلیل واریانس (ANOVA)، آزمون‌های جایگزین شامل آزمون لوین (Levene's test)، آزمون بارتلت (Bartlett's test) و آزمون براون-فورسایت (Brown-Forsythe test) می‌باشند. با این حال، زمانی که هرکدام از این آزمون‌ها را جهت بررسی فرض زیربنایی همگنی واریانس (homoscedasticity)، به عنوان قدم اولیه در آزمون اثرات میانگین به کار برند، افزایشی در نرخ خطای نوع اول دیده خواهد شد.

## فرمول‌ها و محاسبات
بسیاری از آزمون‌های F با در نظر گرفتن تجزیه واریانس برحسب جمع مربعات در گردایه ای از داده‌ها، صورت می‌پذیرند. آماره آزمون در یک آزمون F، نسبت ضرایبی از جمع مربعات است که هر کدام انعکاس گر منابع واریانسی متفاوتی اند. چنین جمع مربعاتی به گونه ای ساخته شده‌اند که هنگام نادرستی فرض صفر، آماره تمایل به بزرگ شدن داشته باشد. به جهت این که آماره تحت فرض صفر از توزیع F (یا F-توزیع) پیروی کند، جمع مربعات باید از نظر آماری مستقل بوده و هر کدام باید از توزیع خی‌دو مقیاس یافته (یعنی ضریبی از χ2) پیرونی کنند. در صورتی که مقادیر داده‌ها مستقل بوده و دارای توزیع نرمالی با واریانس مشترک باشند، شرط اخیر نیز تضمین شده خواهد بود.